# Nesillas mariae
Nesillas mariae е вид птица от семейство Acrocephalidae.

## Разпространение
Видът е разпространен в Коморските острови.